# San Marquino (Cáceres)
San Marquino es un barrio de la ciudad española de Cáceres perteneciente al distrito Centro-Casco Antiguo.
Se ubica en el este de la ciudad, entre el arroyo del Marco y la Ronda Sureste, en la salida del casco urbano hacia el santuario de la Montaña. A 1 de enero de 2021 tenía una población de 743 habitantes según el padrón municipal.

## Historia
Es uno de los pocos barrios del distrito Centro-Casco Antiguo que no forman parte del casco antiguo de la ciudad ni de su ensanche urbano, habiéndose desarrollado de forma totalmente independiente. El barrio tiene su origen en la ruta local de peregrinaje al santuario de la Montaña: era el primer terreno rústico que pisaban quienes se dirigían al santuario tras cruzar el arroyo del Marco y se estableció aquí la ermita de San Marquino como paso intermedio en la ruta entre la de San Marcos y la del Cristo del Amparo. Se conoce la existencia de la ermita desde el siglo XVI, cuya cofradía estuvo activa hasta el siglo XVIII, cuando la ermita quedó abandonada. Cuando posteriormente se fundó el barrio, sus vecinos promovieron la restauración del edificio, que fue reinaugurado en 1994.
Las primeras viviendas de la barriada fueron las de las calles San Marquino y Fuente Concejo y la plazuela de la parada de autobús, en las décadas de 1930-1940. En la década de 1950 comenzaron a construirse viviendas en la barriada de la Fuente Rocha. El resto del barrio fue construyéndose a lo largo de la segunda mitad del siglo XX, excepto las casas situadas al este de la calle Valincoso, que se añadieron a principios del siglo XXI. El barrio estuvo geográficamente arrinconado por el arroyo del Marco hasta 2021, cuando dejó de depender de los puentes de Vadillo y Fuente Concejo al obtener una salida oriental por la Ronda Sureste.

## Demografía

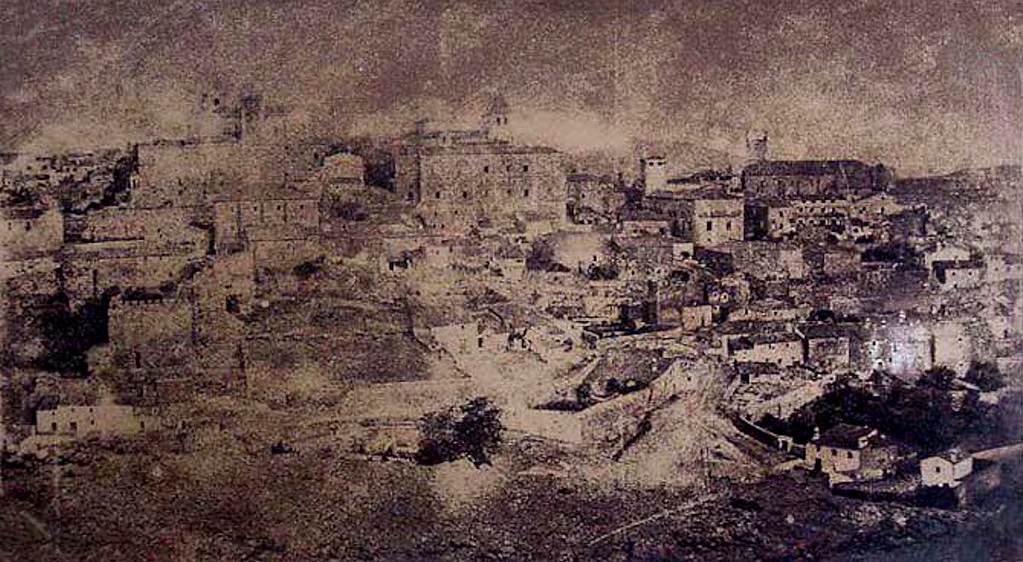
Una de las imágenes más antiguas de Cáceres es esta vista general tomada por Ludwik Tarszeński en 1867, desde el paraje donde está actualmente el barrio de San Marquino

A 1 de enero de 2021 tenía una población de 743 habitantes según el padrón municipal. El barrio ha tenido la siguiente evolución demográfica desde 2007:
| Gráfica de evolución demográfica de San Marquino entre 2007 y 2019 |
|                                                                    |

## Administración
El barrio cuenta con su propia asociación de vecinos, que recibe el nombre de "Virgen de la Montaña" en honor a la patrona de la ciudad, gracias a cuyo culto se desarrolló el barrio como zona de peregrinaje a su santuario. La asociación de vecinos tiene su sede en el cruce de las calles Valincoso y Concordia, en un pequeño edificio construido en 2003.

## Infraestructuras y servicios

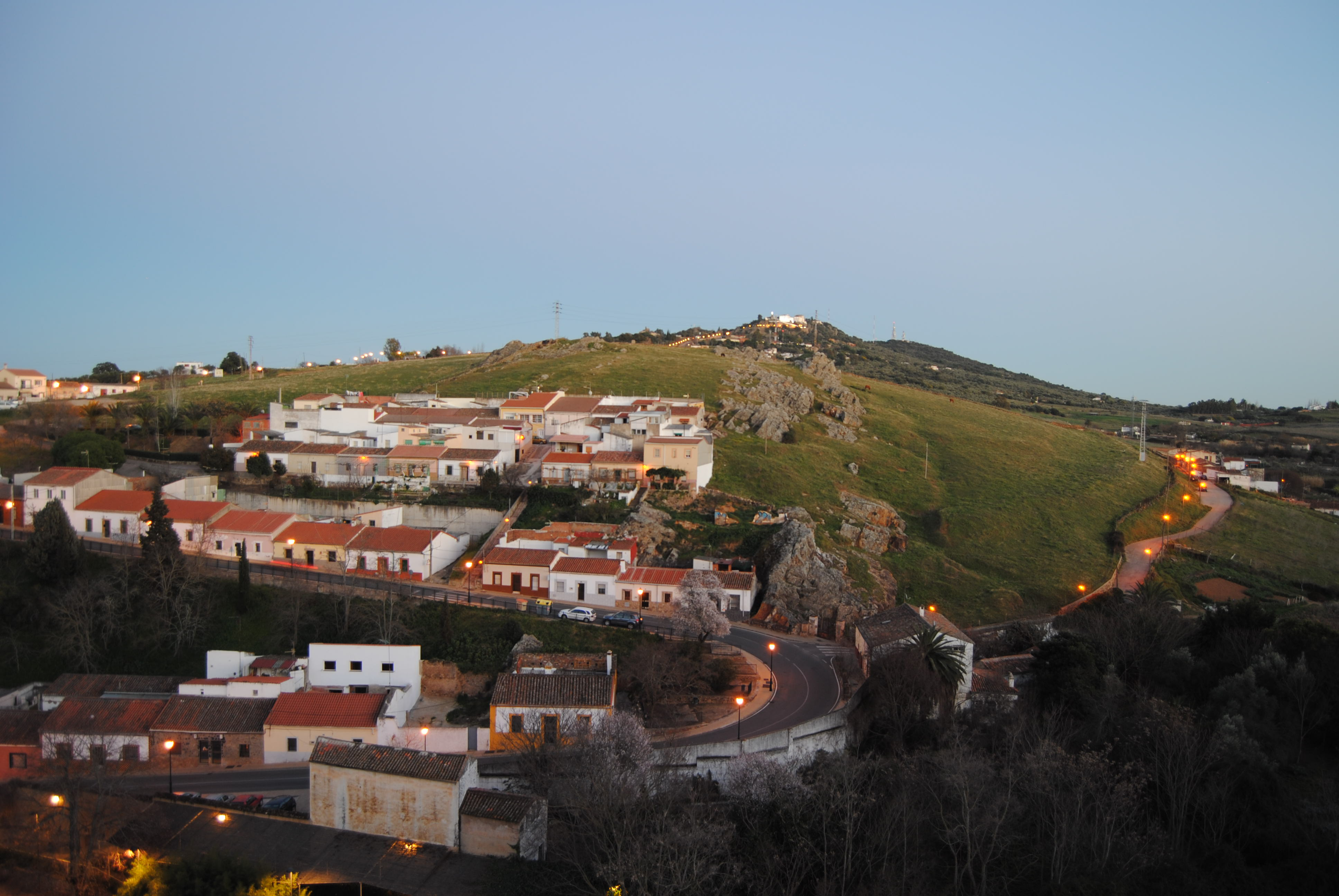
Vista de la calle Fuente Concejo al atardecer, con el santuario de la Montaña al fondo

Por haber tenido una ubicación periférica hasta la apertura al tráfico de la Ronda Sureste en 2021, es un barrio principalmente residencial, aunque alberga algunos negocios locales como bares, tiendas y talleres. El barrio cuenta con varios pequeños parques y jardines, así como una pista de fútbol sala en el cruce de las calles Mercurio y Urano. Por el barrio pasa la línea 6 del autobús urbano de Cáceres, que da vueltas en sentido horario alrededor del casco antiguo de la ciudad. En el barrio o en sus proximidades hay paradas en la ronda Puente Vadillo (frente a la calle Buscarruidos), en el centro de la calle Concordia, en el jardín del cruce de las calles Palacina y Valdeflores, en la plazuela que forma la carretera de la Montaña a su paso con el barrio (considerada la parada principal del barrio, por ser la única que tiene marquesina) y junto a la fuente Concejo.
En el mapa de zonas de influencia educativas de la Junta de Extremadura para Cáceres, este barrio se incluye en la zona "D" de Infantil y Primaria, que cubre los barrios ubicados al este de las avenidas Antonio Hurtado y Cervantes; según este mapa, el colegio más cercano para los niños de este barrio es el CEIP Ribera del Marco del barrio de San Francisco; el colegio concertado más cercano es el Paideuterion del barrio de Santa Clara, que forma parte de la vecina zona "C". Para Secundaria, el barrio forma parte de la zona "1", donde el instituto más cercano es el IES Universidad Laboral; desde la apertura de la Ronda Sureste en 2021, el barrio tiene muy fácil acceso por carretera tanto a este instituto como al Campus de Cáceres de la Universidad de Extremadura, situados inmediatamente al noreste del barrio a través de dicha vía de comunicación.
En el mapa sanitario del Servicio Extremeño de Salud, el barrio pertenece a la zona de salud del centro de salud Plaza de Argel, ubicado en el barrio de Aguas Vivas. San Marquino está conectado con este centro de salud a través de la línea 6 del autobús, que también tiene parada en la plaza de Argel.

## Patrimonio

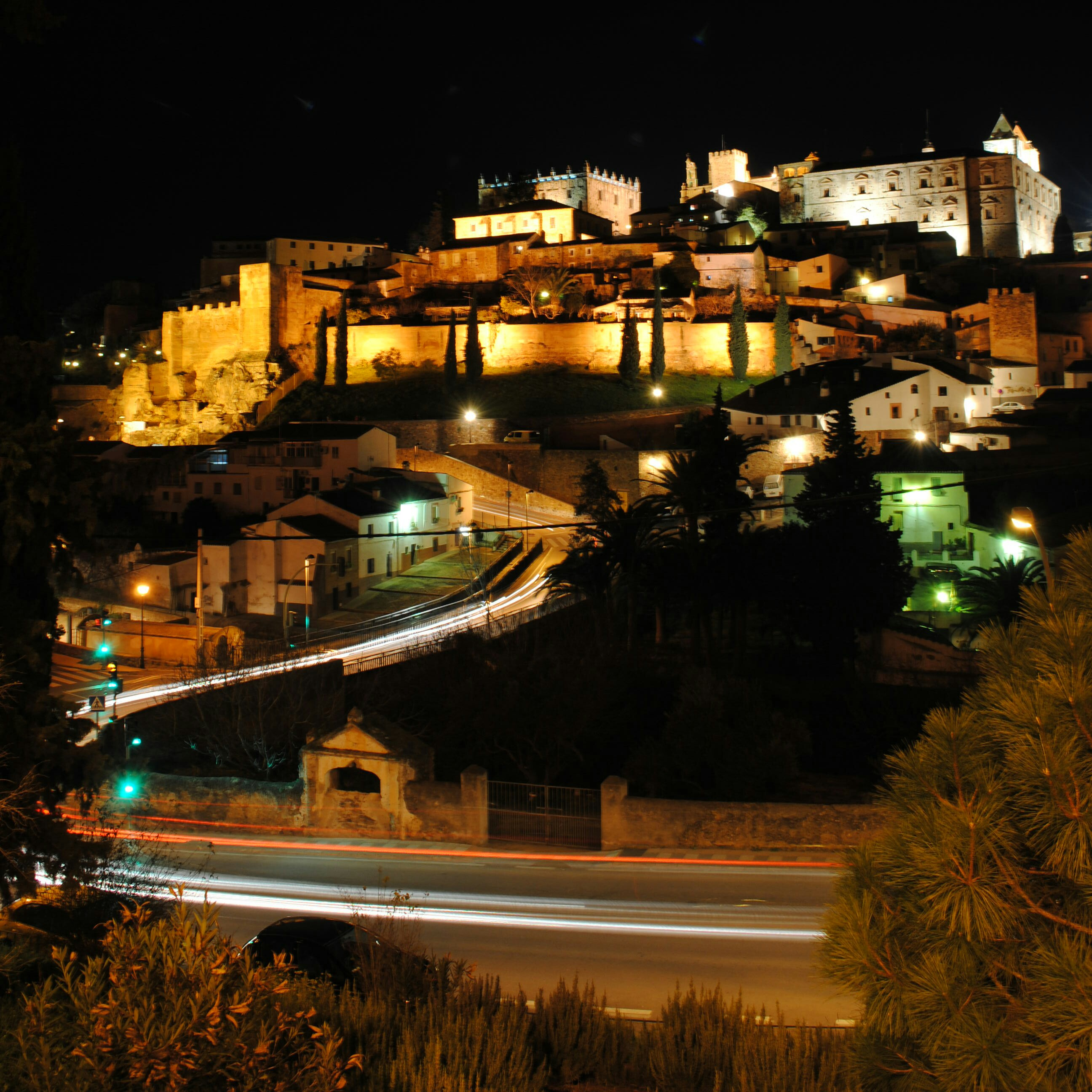
Vista nocturna de la Ciudad Monumental desde el mirador de San Marquino

El principal monumento del barrio es la ermita que le da nombre, cuya existencia se conoce desde el siglo XVI, aunque el edificio actual data de una restauración inaugurada en 1994. También es un conocido elemento histórico del barrio la fuente Rocha, una fuente ornamental de mampostería y ladrillo cuya existencia se conoce desde el siglo XVIII; esta fuente fue restaurada en 1993. En la zona rústica ubicada en las afueras orientales del barrio, fuera de sus límites oficiales, se ubica además la fuente del Corcho, cuya existencia se conoce desde 1817.
En la parte más antigua del barrio se conservan todavía muchas casas de mediados del siglo XX, que son una muestra de arquitectura popular de la época formada por pequeñas viviendas unifamiliares de una sola planta. Esta circunstancia, unida a su ubicación en una ladera sobre el valle del arroyo del Marco, da al barrio un aspecto rural cuando se observa desde el casco antiguo, ubicado al otro lado del valle. En sentido contrario, el barrio de San Marquino y sus alrededores rústicos albergan miradores desde los cuales se ve una panorámica completa del casco antiguo de la ciudad desde el este, una vista que se va extendiendo a más zonas de la ciudad conforme se va subiendo al santuario de la Montaña, cuya carretera de acceso es un gran mirador en sí misma. El mirador principal del barrio está en las escaleras que dan acceso a la plazuela de la parada de autobús desde los alrededores de la fuente Concejo, que fue preparado para recibir turistas en unas obras en 2004. Otro mirador se ubica en la zona ajardinada del cruce de las calles Marte y Venus, donde en 2019 los vecinos instalaron un banco con el cartel "El banco más bonito de Cáceres", en homenaje al famoso banco de los acantilados de Loiba.

## Festividades
El barrio celebra su fiesta patronal el 25 de abril en honor a San Marcos. La parroquia de Santiago, de la cual depende la ermita del barrio, organiza una misa y procesión, acompañada de actividades organizadas por los vecinos del barrio. Esta fecha coincide aproximadamente con una de las fiestas principales de la ciudad, el Novenario de la Virgen de la Montaña, en cuya bajada la semana anterior al primer domingo de mayo es recibida la Virgen en la ciudad entrando a través de este barrio, en el que suelen ubicarse arcos con palmas y flores; el primer domingo de mayo, cuando tiene lugar la subida, la imagen de la Virgen también sale de la ciudad por este barrio.
Fuera de las fiestas mayores de abril y mayo, el principal evento organizado por la asociación de vecinos es una degustación de migas que tiene lugar en días próximos a la Navidad, en diciembre o enero. La asociación también organiza algunos eventos en verano.